# 高須 (北九州市)
高須（たかす）は、福岡県北九州市若松区の西端に位置する町名・地域名。高須北・高須南・高須東・高須西各丁目、大字高須、青葉台南・青葉台東・青葉台西各丁目により構成される。2007年の人口は18,333人。北九州市内では最大規模のニュータウン地区。

## 概要
遠賀郡芦屋町および八幡西区浅川地区と隣接する。1970年代前半までは、丘陵地および農地が中心の地域であったが、折尾駅からの距離が近いため、浅川地区とともに大規模に開発されることとなる。県道26号北九州芦屋線、折尾有毛線を軸とした街路を中心に区画整理（高須土地区画整理事業、約148ha）が行なわれ、公営住宅および住宅地が開発された。その後北九州市営バス乗り入れ、北九州市立高須小学校が開校、サンリブ高須の開店と発展していった。次いで1980年代後半より青葉台地区（若松西部土地区画整理事業、約131ha）の区画整理が行なわれ、1989年より「高須青葉台ニュータウン」として順次販売が行なわれている。1991年には高須青葉台ニュータウン販売共同企業体が第11回緑の都市賞・審査委員長賞（地域緑化部門）を受賞した。 
なお、地区内の新興住宅地のうち「高須ニュータウン」（1982年4月竣工、60戸）および「高須青葉台ぼんえるふ」（1994年3月竣工、106戸）については、建築家宮脇檀による「ボンエルフ」の考え方を導入した設計になっている。

## 交通手段
折尾駅からの距離はおよそ3km（高須）～6km（青葉台西）で、北九州市交通局による路線バスが運行されている（かつては一部路線のみ西鉄バス北九州が運行されていた）。折尾駅～高須公営住宅間は日中は12-15分間隔、朝ラッシュ時には2～5分間隔でバスを運行している。快速も設定されており利便性は高い。その他小倉・黒崎・二島方面への路線バスも運行されている。

## 歴史
- 1984年 - 北九州市立高須小学校開校、サンリブ高須開店
- 1990年 - 北九州市立高須中学校開校
- 1991年 - 北九州市立青葉小学校開校、トヨタ自動車九州社宅TWINS高須竣工。
- 1995年6月 - 高田工業所TAKADA研修センターが青葉台の「サイエンスパーク」内に竣工。

## 教育
福岡県第3学区に属する。
地区内には前述の通り小中学校が存在するが、青葉小学校は開校から児童数が増加し2002年には児童数が1,400名を超え、マンモス校となっていた。現在は、児童数は急速に減少し平均的な児童数（2010年5月1日現在546名）になっている。

## 今後の課題
- 初期に戸建て地区として建設された地域では、分譲開始から30年程度が経過し、高齢化が始まっている。
- 個人の診療所は多いものの総合病院は無い(最寄は産業医科大学病院と芦屋中央病院)。

新水巻病院あり。